# Laccophilus brasiliensis
Laccophilus brasiliensis är en skalbaggsart som beskrevs av Régimbart 1889. Laccophilus brasiliensis ingår i släktet Laccophilus och familjen dykare. Inga underarter finns listade i Catalogue of Life.